# ブリジット・ビショップ
ブリジット・ビショップ（英語: Bridget Bishop, 1632年頃 - 1692年6月10日）は、1692年に発生したセイラム魔女裁判で魔女として処刑された最初の人物。この事件では、同じように約72人が告発、19人が処刑され、同じ運命を強いられた。ビショップが持つ二つの酒場で騒ぎが起こっていたことなどが、ビショップへの疑いを強くしていた。